# Référendum gallois de 1997 sur la dévolution

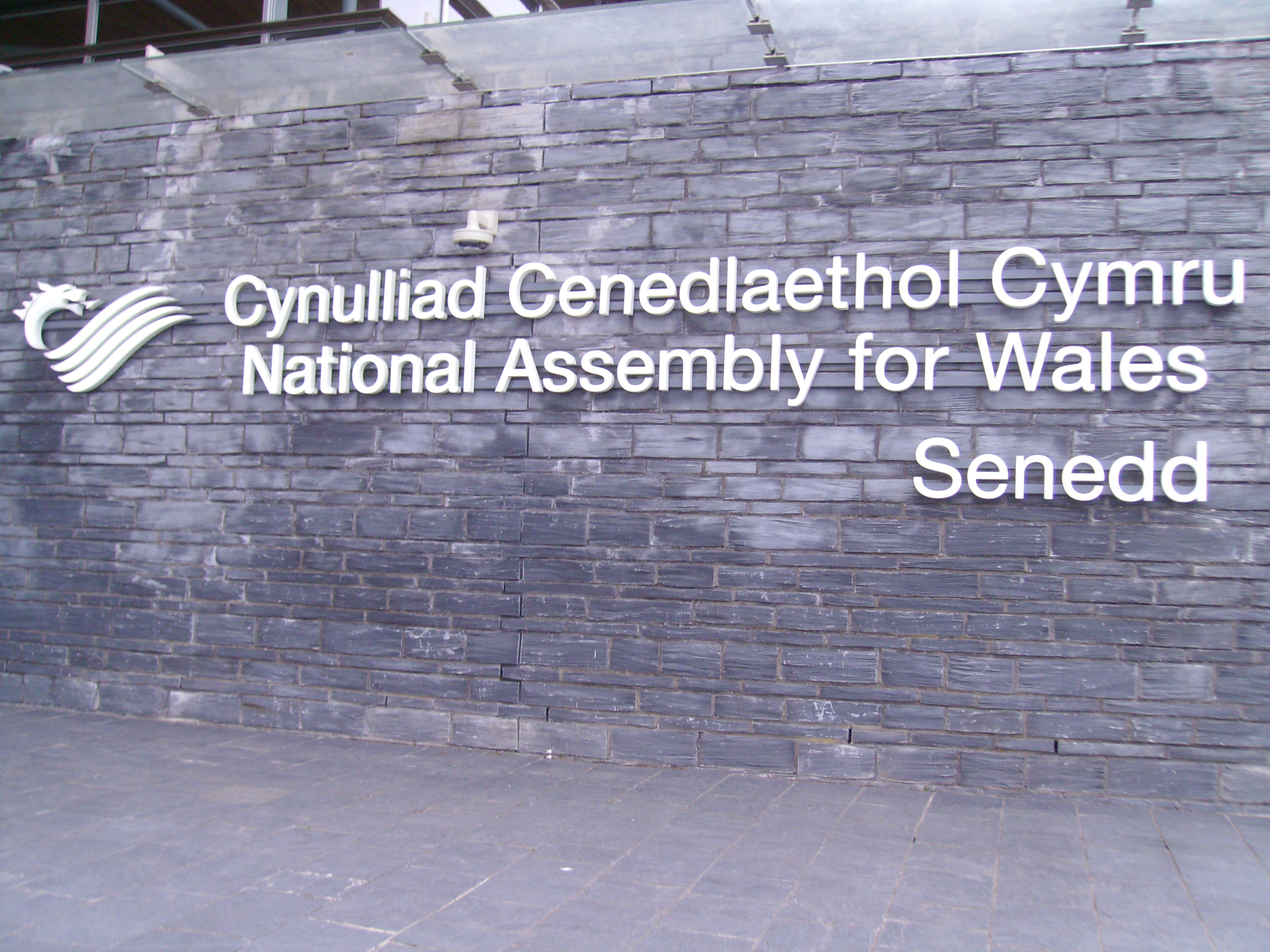
L'assemblée nationale galloise

Le référendum gallois de 1997 sur la dévolution est une consultation britannique organisée au pays de Galles le 18 septembre 1997.
Contrairement au référendum de 1979, la question est pré-législative et porte sur l’approbation de création d’une « assemblée galloise » selon les plans du gouvernement. Elle se tient une semaine après le référendum organisé en Écosse au sens du Referendums (Scotland and Wales) Act 1997 (en). À l’instar des Écossais, les Gallois acceptent ce projet de dévolution minimaliste. Cependant, malgré participation moyenne (50 % des inscrits), l’écart de vote entre le camp du oui et celui du non est relativement réduit : 6 721 voix les séparent.
Compte tenu des résultats du référendum, le gouvernement porte aux Communes le Government of Wales Act 1998, qui institue en 1999 l’Assemblée galloise.